# Седрик Діґорі
Се́дрик Ді́ґорі (англ. Cedric Diggory) — персонаж книжок Дж. Ролінґ про Гаррі Поттера.

## Біографія
Батько Седрика — Амос Діґорі — працівник Міністерства магії.
Седрик народився у 1977 році. Навчався у Гоґвортсі у період з 1988 до 1995 року. Студент Гафелпафу. Мав сильний характер, був сміливим та чесним. Також мав привабливу зовнішність. Седрика обрали ловцем збірної команди Гафелпафу з квідичу. У третій книжці про Гаррі Поттера («Гаррі Поттер і в'язень Азкабану») зловив снича раніше ніж Гаррі Поттер, проте, дізнавшись, що на Гаррі напали дементори, вимагав переграти матч.
У 1994 році Кубок обрав його як учасника Тричаклунського турніру від Гоґвортсу. Гідно проходив випробування турніру. Гаррі Поттер розповів йому про перше завдання, тому Седрик відповів йому тим самим щодо другого.
Зустрічався із Чо Чанґ.
Під час останнього завдання Тричаклунського турніру він та Гаррі Поттер домовилися разом торкнутися кубку. Проте кубок переможця виявився летиключем до кладовища, де Волдеморт відновив свої сили. Седрика вбив Пітер Петіґру за наказом Волдеморта. Це стало важкою втратою як для батьків Седрика, так і для всієї школи.

## Роль у фільмах
Актор, що виконав роль Седрика Діґорі у фільмах про Гаррі Поттера — Роберт Паттінсон.